# Tokyo Waterfront Area Rapid Transit
Tokyo Waterfront Area Rapid Transit (東京臨海高速鉄道株式会社, Higashi-Nihon Ryokaku Tetsudo Kabushiki-gaisha, Transporte Rápido da Frente do Mar de Tóquio), também conhecida como TWR, é uma sociedade japonesa de transporte ferroviário assegurando o serviço da Linha Rinkai em Tóquio.

## História
A empresa foi criada em 12 de março de 1991 com o objetivo de construir e de operar uma ligação ferroviária entre o centro de Tóquio e a ilha artificial de Odaiba. Ela é mantida em maioria pelo Governo Metropolitano de Tóquio (91 %).

## Linha Rinkai

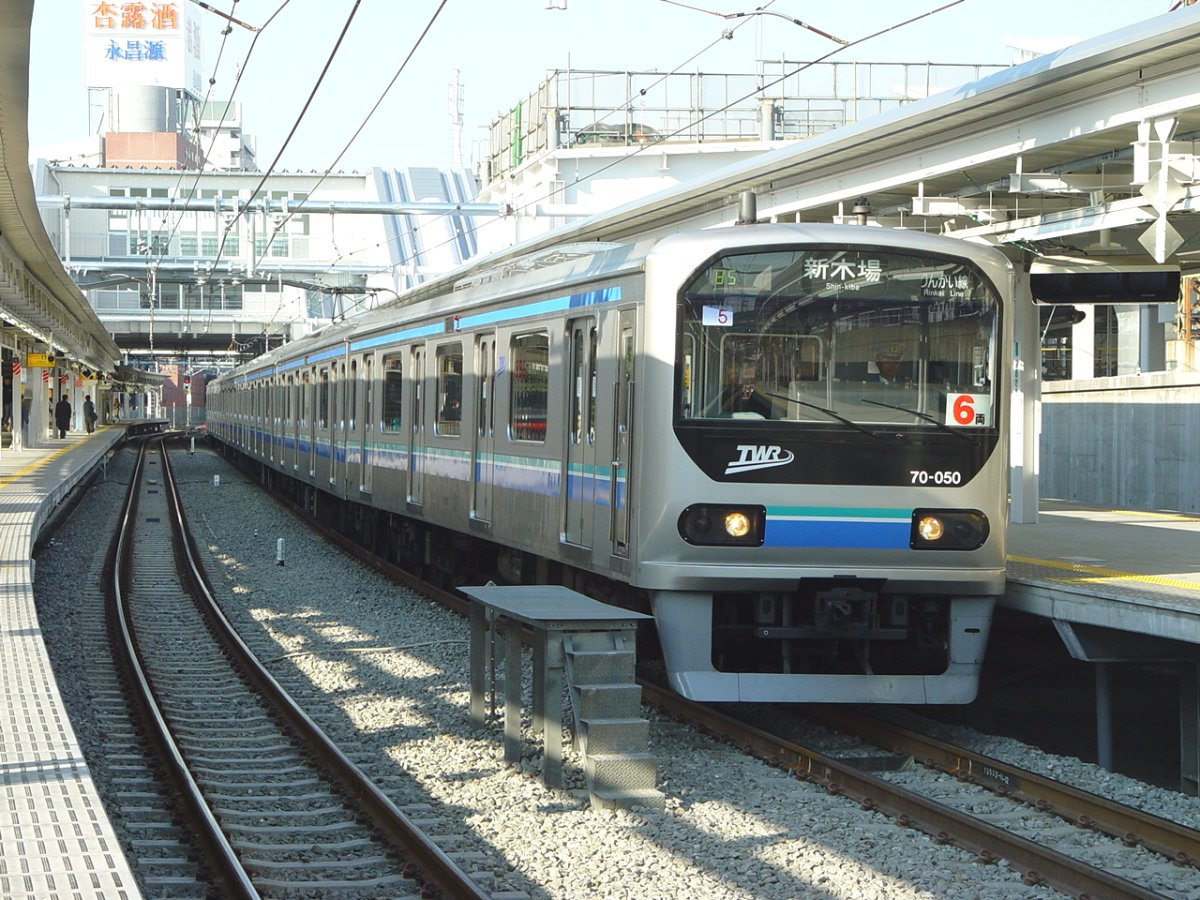
TWR série 70-000 na estação de Osaki

A Linha Rinkai (りんかい線, Rinkai-sen) é a única linha operada pela TWR. Ela foi inaugurada em 1996. A linha parte da estação de Shin-Kiba no distrito de Koto e termina na estação de Osaki no distrito de Shinagawa. Ela tem é de 12,2 km de comprimento e comporta 8 estações. Em 2010, a média de público da linha foi de 200 200 passageiros por dia.
| Estação           | Nome em japonês | Distância a partir de Omiya (km) | Correspondências                                          | Cidade    | Prefeitura |
| ----------------- | --------------- | -------------------------------- | --------------------------------------------------------- | --------- | ---------- |
| Shin-Kiba         | 新木場          | 0                                | JR East: Keiyō Tokyo Metro: Yurakucho                     | Koto      | Tóquio     |
| Shinonome         | 東雲            | 2,2                              |                                                           | Koto      | Tóquio     |
| Kokusai-Tenjijō   | 国際展示場      | 3,5                              | Yurikamome (em Ariake)                                    | Koto      | Tóquio     |
| Tokyo Teleport    | 東京テレポート  | 4,9                              | Yurikamome (em Odaiba-Kaihinkōen e Aomi)                  | Koto      | Tóquio     |
| Tennōzu Isle      | 天王洲アイル    | 7,8                              | Monotrilho de Tóquio                                      | Shinagawa | Tóquio     |
| Shinagawa Seaside | 品川シーサイド  | 8,9                              |                                                           | Shinagawa | Tóquio     |
| Oimachi           | 大井町          | 10,5                             | JR East: Keihin-Tōhoku Tōkyū: Oimachi                     | Shinagawa | Tóquio     |
| Osaki             | 大崎            | 12,2                             | JR East: Saikyō (interconexão), Shōnan-Shinjuku, Yamanote | Shinagawa | Tóquio     |